# Allobiosis erratica
Allobiosis erratica är en nattsländeart som beskrevs av Mosely in Mosely och Douglas E. Kimmins 1953. Allobiosis erratica ingår i släktet Allobiosis och familjen Hydrobiosidae. Inga underarter finns listade i Catalogue of Life.